# Dąb Józef

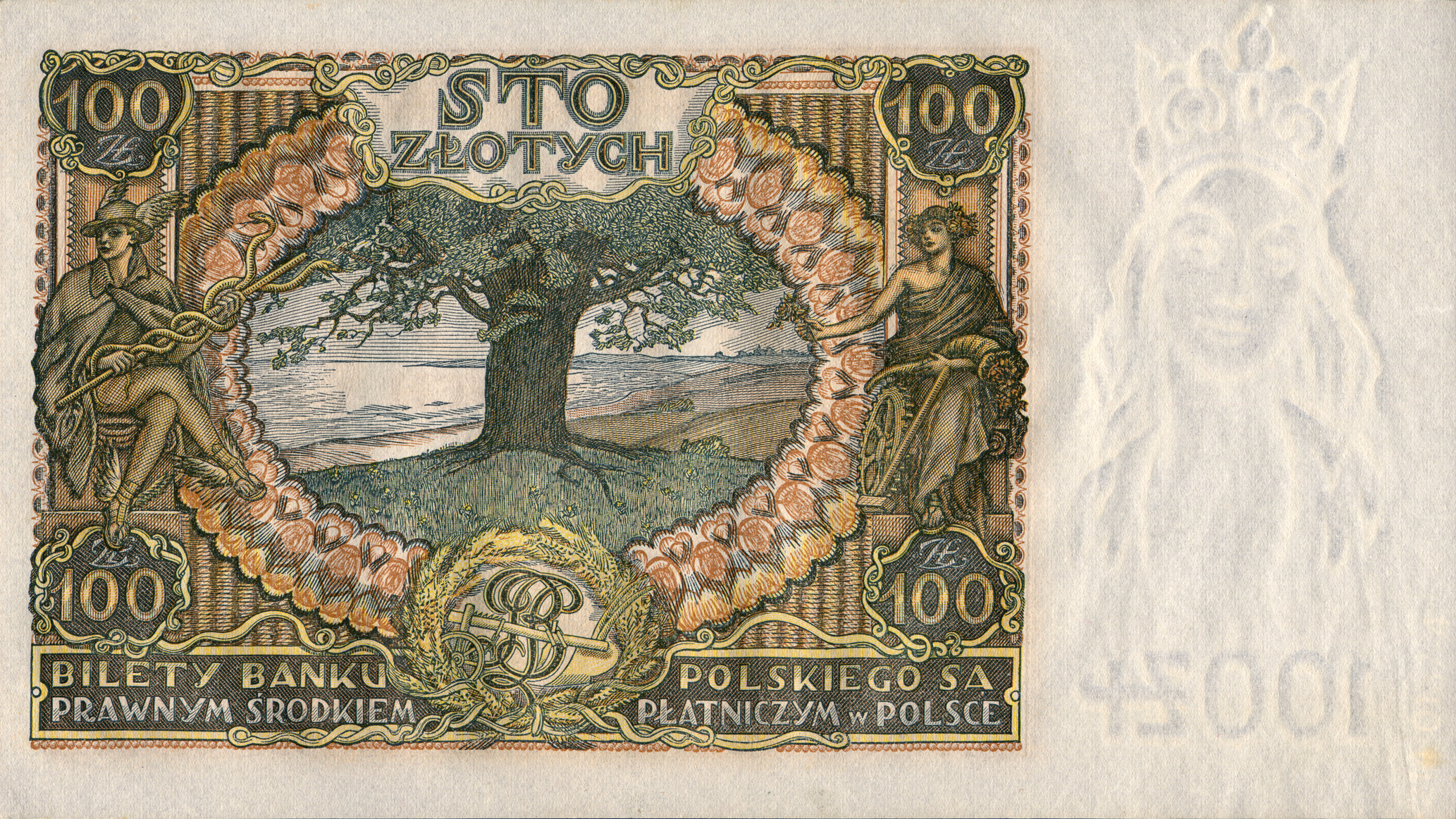
Dąb Józef na rewersie banknotu z 1934 roku

Dąb Józef – dąb znajdujący się na terenie parku w Wiśniowej, w województwie podkarpackim.
Dąb szypułkowy rosnący na terenie zabytkowego parku wchodzącego w skład zespołu dworskiego w Wiśniowej zwyciężył w 6. edycji krajowego konkursu Drzewo Roku organizowanego przez Klub Gaja . W 2017 roku został mianowany do europejskiego konkursu i zajął 1. miejsce .
W czasie II wojny światowej w dziupli dębu „Józef” ukrywali się dwaj żydowscy bracia o nazwisku Hymi (Paul i Davd Denholz). Pomagała im Rozalia Proszak.
Na rewersie banknotu 100-złotowego, symbolu II Rzeczypospolitej, emitowanego 2 czerwca 1932 r. oraz 9 listopada 1934 r., zaprojektowanego przez Józefa Mehoffera, znajduje się dąb z wiśniowieckiego parku – symbol długowieczności i trwałości .